# Moteur Honda série B
Le moteur Honda série B est le moteur thermique automobile à combustion interne, essence quatre temps, 4 cylindres en ligne ayant une distribution par courroie crantée et des cylindrées allant de 1595 à 2 056 cm3. Il s'agit de l'un des plus populaires parmi les moteurs Honda.
On le retrouve notamment dans les Honda sportives des années 1990 du fait de son haut rendement pour un moteur de série (autour des 100 ch/L) et de son système de distribution variable VTEC, dont le premier représentant est le B16A. Cependant, certains moteurs de la série B ne disposent pas de ce système, comme les B18A, B18B, B20A et B21A.

## B16

### B16A1
- Année: 1988-1991.
- Cylindrée:

1 595 cm3
- Puissance et régime d'obtention: 150 ch à 7 600 tr/min
- Couple et régime d'obtention: 144 N m à 7 100 tr/min
- Alésage: 81 mm
- Course: 77,4 mm
- Rapport volumétrique : 10,2:1
- VTEC: oui
- OBD0
- ECU: PR3 (DA6/DA8/EF8), PW0 (EF8/EF9/DA6)
- Véhicule:
  - 1988-1991 JDM Honda Integra RSi/XSi (DA6/DA8)
  - 1989-1990 JDM Honda CRX SiR (EF8)
  - 1989-1990 JDM Honda Civic SiR (EF9)
  - 1988-1991 Civic 1.6i-VT (EE9)
  - 1988-1991 CR-X VTEC (EE8)

### B16A2
- Année: 1992-2000
- Cylindrée: 1 595 cm3

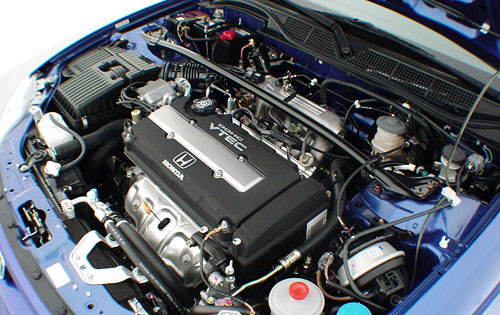
B16A2

- Puissance et régime d'obtention: 160 ch à 7 600 tr/min
- Couple et régime d'obtention: 150 N m à 7 000 tr/min
- Alésage: 81 mm
- Course: 77,4 mm
- Rapport volumétrique: 10,2:1
- VTEC: oui
- OBD1 (1992-1996) et 2 (1996-2000)
- ECU: P30 (EG2/EG6/EG9), P2T, P2S (EK4)
- Véhicule:
  - 1991-1994 JDM Honda Civic Sir/SiRII (EG6)
  - 1991-1993 JDM Honda Civic Ferio SiR (EG9)
  - 1992-1995 JDM Honda CR-X Delsol SiR (EG2)
  - 1995-1998 JDM Honda Civic Sir/SiRII (EK4)
  - 1995-1998 JDM Honda Civic Ferio Si (EK4)
  - 1992-2000 EUDM Honda Civic VTi (EG6/EG9 & EK4)
  - 1992-1997 EUDM Honda CR-X del Sol VTi (EG2)
  - 1996-1997 USDM Honda CR-X del Sol VTEC (EG2)
  - 1999-2000 USDM Honda Civic Si (EM1)
  - 1999-2000 CAN Honda Civic SiR (EM1)

Cette seconde génération apporte quelques modifications par rapport à la première, qui expliquent notamment la différence de puissance entre les deux générations. En effet, d'un point de vue mécanique, cette version se distingue par un rapport volumétrique accru de 0,2 point grâce à l'usage de nouveaux pistons mais également par l'usage d'ECU de nouvelle génération disposant d'une cartographie plus agressive profitant de l'arrivée d'un nouvel arbre à cames d'admission. Les modifications ne s’arrêtent pas là et l'on peut noter l'apparition d'un nouveau collecteur d'admission ainsi que le passage de l'embrayage en commande hydraulique.
Certaines modifications mineures sont présentes comme l'intégration de la sonde MAP au papillon d'admission, de la disparition du radiateur d'huile et du passage de la sonde O2 à une connectique à 4 câbles au lieu de 2 anciennement. Également, la rampe de distribution d'essence est maintenant plus anguleuse, contrairement à la première génération assez arrondie.
Afin de les différencier, il convient de regarder le couvre culasse de ces derniers. En effet, la typographie est modifiée entre les deux générations. On trouve alors un DOHC plus gros que VTEC sur la première génération et inversement pour la seconde. De plus, le sigle PGM-FI disparait du collecteur d'admission de la seconde génération.

### B16A3
- Année: 1994-1995
- Cylindrée: 1 595 cm3
- Puissance et régime d'obtention: 160 ch à 7 600 tr/min
- Couple et régime d'obtention: 150 N m à 7 000 tr/min
- Alésage: 81 mm
- Course: 77,4 mm
- Rapport volumétrique: 10,2:1
- VTEC: oui
- OBD: 1
- ECU: P30
- Véhicule:
  - 1994-1995 USDM Honda CR-X del Sol VTEC (EG2)
  - 1995 USDM Civic SiR (EG6/EG9)

### B16A4
- Année: 1996-2000
- Cylindrée: 1 595 cm3
- Puissance et régime d'obtention: 160 ch à 7 800 tr/min
- Couple et régime d'obtention: 157 N m à 7 300 tr/min
- Alésage: 81 mm
- Course: 77,4 mm
- Rapport volumétrique: 10,4:1
- VTEC: oui
- OBD: 2
- ECU: P2T
- Véhicule:
  - 1996-2000 (Asie sauf Japon) Civic SiRII (EK4)

### B16A6
moteur 4 cylindres 16 soupapes v-tec 160 ch à 8200 tr/min disponible uniquement dans les pays du Moyen-Orient et en Afrique du Sud Civic ek4 boite automatique 

### B16B
- Année: 1997-2000
- Cylindrée: 1 595 cm3

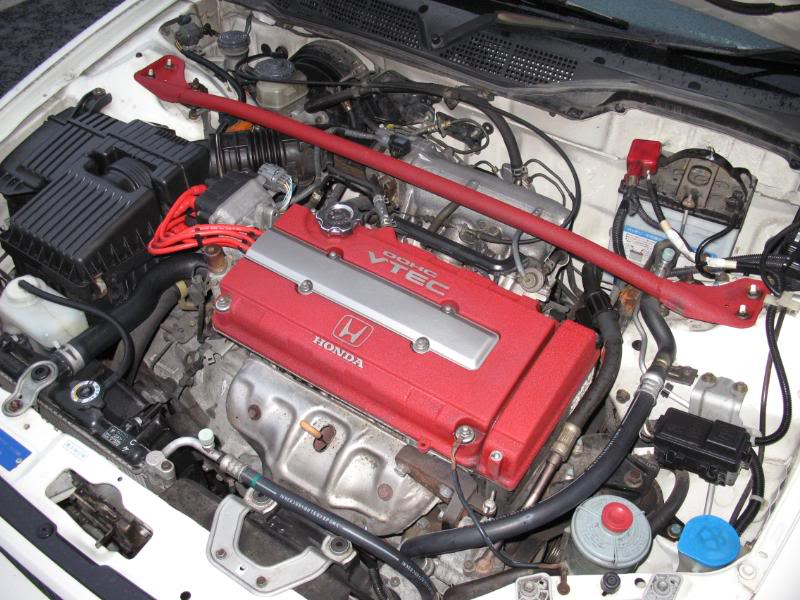
B16B

- Puissance et régime d'obtention: 185 ch à 8 200 tr/min
- Couple et régime d'obtention: 160 N m à 7 500 tr/min
- Alésage: 81 mm
- Course: 77,4 mm
- Rapport volumétrique: 10,8:1
- VTEC: oui
- OBD: 2a (1997-1998) et 2b (1999-2000)
- ECU: PCT
- Véhicule:
  - 1997-2000 JDM Honda Civic Type R (EK9)

Le B16B est une exception parmi les moteurs B16. En effet, celui-ci utilise le bloc P72 commun avec les B18C, plus haut d'environ 17 mm. Ainsi, afin d'obtenir une cylindrée de 1 595 cm3, le B16B utilise des internes spécifiques.
Le vilebrequin à une course de 77,4 mm comme les autres B16 mais des bielles plus longues, ce qui modifie son rapport de bielle par rapport à ces derniers. La différence de puissance avec les autres B16 vient d'arbres à cames plus agressifs ainsi que d'un couple soupapes-ressort plus léger, de pistons de type PCT présentant un dôme plus important, d'un collecteur d'admission plus efficace dans les hauts régimes et d'une ligne d'échappement en inox. Celui-ci dispose également comme tout moteur Type R d'un polissage à la main des conduits de culasse. Cette série est également aisément reconnaissable grâce au couvre culasse rouge vermiculé ainsi qu'au bouchon d'huile spécifique.

## B17

### B17A1
Acura Integra GSR 92-93
160hp

## B18

### B18A1
- 90-93 Integra RS, GS, LS
- Type moteur : 1.8 litre, DOHC NON-VTEC, 4-cyl., 16 soupapes
- Rapport volumétrique : 9.6:1
- Puissance : 97 kW à 6 000 tr/min
- Couple (SAE net) : 164 N m à 5 000 tr/min
- Zone rouge : 6 500 tr/min

### B18B1
- 94-01 Integra GS/LS/RS/SE
- Puissance : 106 kW à 6 200 tr/min
- Couple : 176 N m à 5200 tr/min

### B18C
- B18C 96-97 type-R jdm – 148 kW/201 ch/180 N m -- 5400 vtec -- 8500 tr/min
- B18C 98-00 Spec R jdm – 157 kW/213 ch/182 N m -- 5600 vtec -- 8500 tr/min

### B18C1
le moteur B18C1, utilisé dans l'Acura Integra GSR.
- B18C1 94-00 GSR USDM et JDM – 169 ch/173 N m -- 5200 vtec -- 8200 tr/min

### B18C4
- Année: 1996-2000
- Cylindrée: 1 797 cm3
- Puissance et régime d'obtention: 169 ch à 7 600 tr/min
- Couple et régime d'obtention: 174 N m à 6 200 tr/min
- Alésage: 81 mm
- Course: 87,2 mm
- Rapport volumétrique: 10,0:1
- VTEC: oui
- OBD: 2b
- ECU: P9K-E11
- Véhicules:
  - 1996-2000 UKDM Civic 1.8i VTi (MB6)
  - 1996-2000 UKDM Civic 1.8i VTi-S (MB6)
  - 1996-2000 UKDM Civic Aerodeck 1.8i VTi (MC2)
  - 1998-1999 EUDM Civic Aerodeck 1.8i VTi (MC2)
  - 1998-1999 EUDM Civic 1.8i VTi (MB6)

### B18C5
B18C5 96-00 type-R usdm –145 kW/179 N m -- 5400 vtec -- 8700 tr/min

### B18C6
- Année: 1998-2000
- Cylindrée: 1 797 cm3
- Puissance et régime d'obtention: 190 ch à 7 900 tr/min
- Couple et régime d'obtention: 178 N m à 7 300 tr/min
- Alésage: 81 mm
- Course: 87,2 mm
- Rapport volumétrique: 11,1:1
- VTEC: oui
- OBD: 2a
- ECU: P73-G01
- Véhicules:
  - 1998-2000 EUDM Integra Type R (DC2)[4].

### B18C7
- Année: 1998-2000
- Cylindrée: 1 797 cm3
- Puissance et régime d'obtention: 215 ch à 8 900 tr/min
- Couple et régime d'obtention: 172 N m à 7 300 tr/min
- Alésage: 81 mm
- Course: 87,2 mm
- Rapport volumétrique: 11,1:1
- VTEC: oui
- OBD: 2a
- ECU: P73-Q01
- Véhicules:
  - 1998-2000 AUDM Integra Type R (DC2)

## B20

### B20B3
- Année: 1997-1999
- Cylindrée: 1 972 cm3
- Puissance et régime d'obtention: 126 ch à 5500 tr/min
- Couple et régime d'obtention: 133 N m à 4200 tr/min
- Alésage: 84 mm
- Course: 89 mm
- Bielle: 137 mm
- Rapport volumétrique: 8,8:1
- VTEC: non
- OBD: 2A
- ECU: P3F
- Véhicules:
  - 1997-1999 USDM Honda CR-V (RD1)
  - JDM Honda Orthia

### B20Z1
- Année: 2000-2001
- Cylindrée: 1 972 cm3
- Puissance et régime d'obtention: 146 ch à 5500 tr/min
- Couple et régime d'obtention: 133 N m à 4500 tr/min
- Alésage: 84 mm
- Course: 89 mm
- Bielle: 137 MM
- Rapport volumétrique: 9,6:1
- VTEC: non
- OBD: 2B
- ECU: PHK
- Véhicules:
  - 2000-2001 USDM Honda CR-V (RD1)

## B21

### B21A
Honda Prélude SI AWS 1988-1990

## Transmissions série B
Note: Toutes les boites de B séries plus haut que 92 sont interchangeables.
Le bloc de boite YS1 peut prendre des Composants (internes) S80 ou un kit hydraulique de conversion peut être utilisé pour utiliser des transmissions hydrauliques dans les modèles à câble.
Cependant des composants (internes) a1/s1/j1/y1 ne s’échangent pas dans les modèles antérieurs à YS1 ou des boites hydrauliques en raison des diamètres de puits différents.

### J1/S1
- Commande: cable
- 1re: 3,25
- 2e: 2,052
- 3e: 1,416
- 4e: 1,103
- 5e: 0,906
- Marche arrière: 3,000
- Rapport final: 4,400
- Véhicule:
  - Integra XSI/RSI (DA6)

### A1/S1/YS1
- Commande: cable
- 1re: 3,230
- 2e: 1,901
- 3e: 1,269
- 4e: 0,966
- 5e: 0,742
- Marche arrière: 3,000
- Rapport final: 4,266
- Véhicule:
  - 1990-93 USDM Integra LS/RS/GS (DA)

### Y1
- Commande: cable
- 1re: 3,166
- 2e: 2,052
- 3e: 1,416
- 4e: 1,102
- 5e: 0,870
- Marche arrière: 3,000
- Rapport final: 4,266
- Véhicule:
  - CRX/Civic (avec le Torsen optionnel)

### YS1
- Commande: cable
- 1re: 3,307
- 2e: 2,105
- 3e: 1,458
- 4e: 1,107
- 5e: 0,880
- Marche arrière: 3,000
- Rapport final: 4,400
- Véhicule:
  - Integra 92-93 XSI/RSI (DA6, DA9)

### S80
- Commande: hydraulique
- 1re: 3,231
- 2e: 2,105
- 3e: 1,458
- 4e: 1,034
- 5e: 0,787
- Marche arrière: 3,000
- Rapport final: 4,785
- Véhicule:
  - Integra Type R 1998-2000 (avec Torsen)

- 4e: 1,034
- 5e: 0,787
- R: 3,000
- FD: 4,400

### S9B
- Commande: hydraulique
- 1re: 3,230
- 2e: 1,900
- 3e: 1,360
- 4e: 1,034
- 5e: 0,848
- Marche arrière: 3,000
- Rapport final: 4,267
- Véhicule:
  - EUDM UKDM MB6 (LSD) Helical LSD (pareil que S80)

### Y21/Y80/S80/S4C
- Commande: hydraulique
- 1re: 3,230
- 2e: 2,105
- 3e: 1,458
- 4e: 1,107
- 5e: 0,848
- Marche arrière: 3,000
- Rapport final: 4,400
- Véhicules:
  - JDM 1996-1997 Integra R (DC2) (Torsen)
  - JDM 1997-2000 Civic R (EK9) (Torsen)
  - JDM 1995-1998 Civic SiR (EK4)
  - JDM 1991-1994 Civic SiR (EG6)
  - JDM 1992-1995 CR-X Del Sol SiR (EG2) (avec le DGL optionnel)
  - USDM 1996-1997 CR-X Del Sol VTEC (EG2) (avec le DGL optionnel)
  - EUDM 1992-1997 CR-X Del Sol VTEC (EG2) (sans le DGL)

### HR-412E
- 2015 Civic type-R